# E. H. Calvert
Pour les articles homonymes, voir Calvert.
Elisha Helm Calvert est un acteur et réalisateur américain, né le 27 juin 1863 à Alexandria, dans la Virginie, et décédé le 5 octobre 1941 à Hollywood, en Californie (États-Unis).

## Biographie
Il s'est d'abord distingué dans une carrière militaire, avant de quitter l'armée comme capitaine. Il a alors rejoint le théâtre et le vaudeville, avant de venir au cinéma comme acteur à l'Essanay. Il était marié à l'actrice Lillian Drew (en).

## Filmographie partielle

### comme acteur
- 1912 : From the Submerged (it) de Theodore Wharton : Charlie
- 1913 : King Robert of Sicily : Robert, King of Sicily
- 1924 : Inez from Hollywood de Alfred E. Green
- 1924 : Son œuvre (The Only Woman), de Sidney Olcott : Rodney Blake
- 1924 : Bluff de Sam Wood
- 1925 : Destruction ! (Havoc) de Rowland V. Lee : adjudant régimentaire
- 1925 : À l'ombre des pagodes (East of Suez) de Raoul Walsh : Sidney Forbes
- 1925 : Sally
- 1926 : The Girl from Montmartre de Alfred E. Green
- 1926 : Si tu vois ma nièce (Ella Cinders) de Alfred E. Green
- 1928 : Les Pilotes de la mort (Legion of the Condemned) de William A. Wellman : Commandant
- 1928 : Son voyage en Chine (Moran of the Marines) de Frank R. Strayer
- 1928 : Let 'Er Go Gallegher de Elmer Clifton
- 1929 : Le Meurtre du canari (The Canary Murder Case) de Malcolm St. Clair et Frank Tuttle : John F.X. Markham, district attorney
- 1929 : Force (The Mighty) de John Cromwell
- 1929 : Chimères (Fast Company) de A. Edward Sutherland
- 1929 : L'Affaire Greene  (The Greene Murder Case) de Frank Tuttle
- 1929 : Amour de gosses (Blue Skies) de Alfred L. Werker : Mr. Semple Jones
- 1929 : Rues sombres (Dark Streets) de Frank Lloyd : le lieutenant de police
- 1929 : Le Cavalier de Virginie (The Virginian) de Victor Fleming : le juge Henry
- 1929 : Parade d'amour d’Ernst Lubitsch : l’ambassadeur de Sylvania
- 1930 : Sous le maquillage (Behind the Make-Up) de Robert Milton
- 1930 : Only the Brave de Frank Tuttle : un colonel
- 1930 : Ladies Love Brutes de Rowland V. Lee
- 1930 : The Benson Murder Case de Frank Tuttle
- 1930 : The Widow from Chicago de Edward F. Cline
- 1930 : Half Shot at Sunrise de Paul Sloane
- 1930 : Men Are Like That de Frank Tuttle
- 1931 : Graft de Christy Cabanne
- 1932 : Plumes de cheval (Horse Feathers) de Norman Z. McLeod : un professeur (dans le bureau de Wagstaff)
- 1932 : Les Conquérants (The Conquerors) de William A. Wellman

### comme réalisateur
- 1915 : The Reaping